# Begrüßungsgeld
Il Begrüßungsgeld (somma di benvenuto) era un sostegno economico che veniva concesso nella Repubblica Federale Tedesca, attingendo a mezzi del bilancio federale, a ciascun cittadino in entrata proveniente dalla Repubblica Democratica Tedesca nonché dall’allora Repubblica Popolare Polacca, a patto che potesse venire dimostrata una discendenza tedesca. Fu introdotta nel 1970 in ragione di 30 marchi tedeschi e poteva venire richiesta due volte all’anno. Nel 1988 fu aumentata a 100 marchi tedeschi, tuttavia limitati a un solo pagamento annuale. La somma di benvenuto ebbe un particolare significato politico ed economico in seguito all’apertura della frontiera tra le due Germanie il 9 novembre 1989.

## Motivazione politica

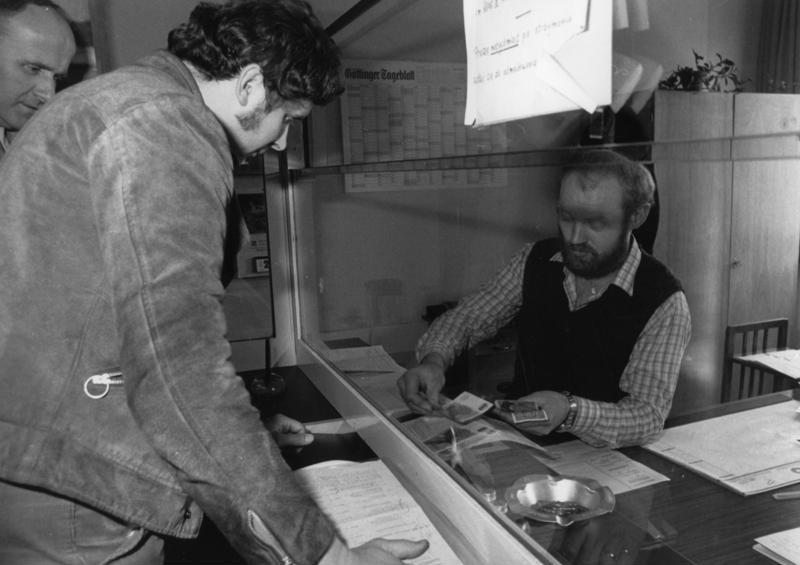
Distribuzione della somma di benvenuto nel campo Friedland nel maggio 1982

Dopo la costruzione del muro di Berlino il 13 agosto 1961, la frontiera tra la RDT e la RFT era definitivamente chiusa e il flusso di migranti verso ovest venne decisamente arginato. I visitatori provenienti dalla RDT potevano arrivare in Occidente solo sulla base di un permesso di espatrio particolare, che nel frattempo veniva concesso solo molto raramente. A causa dei trattati della Ostpolitik siglati a partire dal 1969 durante il cancellierato di Willy Brandt, si crearono anche facilitazioni di viaggio per gli abitanti della RDT, che consentivano soprattutto ai pensionati una visita nella RFT. Ai viaggiatori in uscita veniva però concesso di portare con sé solo 70 marchi della RDT. Per migliorare le condizioni di entrata dei visitatori provenienti dalla RDT, a partire dal 1970 il governo federale introdusse il pagamento di una "somma di benvenuto" in ragione di 30 marchi tedeschi, che veniva versato a ciascun visitatore dietro presentazione del proprio documento di identità. Fino al 1984 annualmente tra 40.000 e 60.000 visitatori arrivarono a godere della somma di benvenuto, a partire dal 1985 il loro numero crebbe fortemente a causa del concordato ampliamento dei diritti di visita e nel 1987 raggiunse 1,3 milioni. Il 26 agosto 1987 il governo federale decise di aumentare la somma di benvenuto a 100 marchi tedeschi, tuttavia contemporaneamente ne limitava l'erogazione a un unico pagamento per persona all'anno. A partire dal 1 luglio la RDT aveva ridotto il cambio consentito di valuta per i propri cittadini che si recavano in Occidente da 70 a 15 marchi (che potevano venire cambiati 1:1 in marchi tedeschi), ciò che doveva venire compensato dall'aumento della somma di benvenuto. Nel 1988 nel complesso vennero erogati come somma di benvenuto 260 milioni di marchi tedeschi, anche per il 1989 il bilancio prevedeva questa somma.

## Procedura
La somma di benvenuto poteva venire richiesta nella RFT presso le amministrazioni comunali dietro presentazione del proprio documento di identità personale oppure del passaporto e in tali sedi veniva pagata. Il pagamento veniva annotato nei documenti di identità, per evitare una richiesta ripetuta non ammissibile. Questo regolamento poteva venire aggirato mediante notifica di smarrimento e nuova richiesta dei documenti di identità.

## Dopo la caduta del muro

### Modalità e conversione
Il pagamento della somma di benvenuto originariamente era orientato solo ai minimi numeri di visitatori risultanti dalla libertà di viaggio per la maggior parte limitata dalla RDT per i propri cittadini, ma si era adeguata ai numeri fortemente cresciuti di visitatori a partire dal 1985.
Quando, dopo la caduta del muro, tutti i cittadini della RDT poterono viaggiare verso la RFT e verso Berlino ovest, questo portò a notevoli problemi logistici. Si arrivò in breve a scene caotiche, così il primo lunedì dopo l'apertura del muro davanti alla cassa di risparmio nella Badstraße a Berlin-Gesundbrunnen, nella piazza Moritzplatz a Berlin-Kreuzberg oppure allo Zoologischen Garten a Berlin-Tiergarten, quando fino a 10.000 cittadini della RDT erano in fila contemporaneamente davanti ai punti di erogazione, il trafficò si bloccò completamente e polizia, vigili del fuoco e servizi di emergenza convergettero sul posto per portare la situazione sotto controllo.
Ancora nella notte tra il 9 e il 10 novembre il sindaco di Berlino, Walter Momper, ordinò il pagamento della somma di benvenuto attraverso le banche e le casse di risparmio, che mantennero aperte le proprie filiali addirittura durante la notte. La modalità di pagamento attraverso le banche e le casse di risparmio nei giorni successivi venne adottata in tutta la Repubblica Federale Tedesca. I requisiti per il pagamento vennero semplificati e si limitavano alla mera presentazione di un documento di identità personale o del passaporto, le richieste ripetute non erano quasi più controllabili.
Fino all'11 novembre già più di tre milioni di abitanti della RDT avevano visitato l'Occidente. Tra il 9 e il 13 novembre la RDT emise 4,5 milioni di visti per visitare Berlino ovest e la Repubblica Federale Tedesca. Fino al 20 novembre erano arrivati dalla RDT undici milioni di visitatori.
Alcuni stati federati, come la Baviera, che concedeva un aumento di 40 marchi tedeschi a persona, e comuni, come Monaco di Baviera, pagavano anche supplementi della somma di benvenuto, ciò che presumibilmente influenzava il comportamento di viaggio dei cittadini della RDT.
Il pagamento della somma di benvenuto venne sospeso venerdì 29 dicembre 1989 e sostituito da un fondo valuta concordato tra la Repubblica Federale e il Consiglio dei Ministri della RDT, al quale contribuivano entrambi gli Stati. Da esso ciascun cittadino della RDT poteva convertire 100 marchi della RDT col tasso 1:1 e ulteriori 100 marchi della RDT col tasso 1:5 in marchi tedeschi.